# Jan-Carlo Simić
Jan-Carlo Simić (* 2. Mai 2005 in Nürtingen) ist ein deutsch-serbischer Fußballspieler. Der Innenverteidiger steht aktuell in Diensten vom RSC Anderlecht und ist Nationalspieler Serbiens.

## Karriere

### Verein

#### Jugend
Simić begann mit dem Fußballspielen beim SV Hegnach, wechselte 2016 zu den Stuttgarter Kickers und 2018 zum Lokalrivalen VfB Stuttgart. Er wurde mit den Stuttgartern Vizemeister der B-Junioren-Bundesliga 2021/22, wobei er im Finale gegen den FC Schalke 04 ein Tor erzielte.

#### AC Mailand
Im Jahr 2022 wurde Simić vom italienischen Verein AC Mailand für eine Ablösesumme von einer Million Euro verpflichtet und spielte dort fortan für die Primavera-Jugendmannschaft (U-19). In der Saison 2023/24 wurde er erstmals in den Kader der ersten Mannschaft berufen. Sein Debüt in der A-Mannschaft gab Simić am 17. Dezember 2023 beim 3:0-Heimsieg gegen die AC Monza, als er in der 24. Minute für den verletzten Tommaso Pobega eingewechselt wurde. Im selben Spiel erzielte er auch sein erstes Tor in der Serie A. Insgesamt absolvierte Simić 6 Pflichtspiele in dieser Spielzeit für die 1. Mannschaft der Mailänder.

#### RSC Anderlecht
Ende Juli 2024 wechselte Simić nach Belgien zum RSC Anderlecht und unterschrieb dort einen Vertrag bis Sommer 2029. In seiner ersten Saison bestritt er anfangs unter David Hubert und später unter Besnik Hasi 33 von 40 möglichen Ligaspielen, in denen drei Tore erzielte, sechs Pokalspiele mit einem Tor und zehn Spiele in der UEFA Europa League.

### Nationalmannschaft
Obwohl er in Deutschland geboren wurde, entschied sich Simić auf internationaler Ebene Serbien zu vertreten und war Teil der Mannschaft, die an der U17-Europameisterschaft 2022 teilnahm. Aufgrund seines deutschen Passes wäre er weiterhin für die DFB-Auswahl spielberechtigt.